# SHISHAMO 6
『SHISHAMO 6』（シシャモ ろく）は、SHISHAMOの6枚目のオリジナル・アルバム。2020年1月29日にGOOD CREATORS RECORDS / UNIVERSAL SIGMAから発売された。

## 概要
- 前作『SHISHAMO 5』から約1年7ヶ月ぶりのオリジナル・アルバム。ベスト・アルバムの『SHISHAMO BEST』からは約7ヶ月ぶりのアルバム発売となった。
- 2020年1月10日、リリースに先駆けて「曇り夜空は雨の予報」の先行配信が開始された。また本作のiTunesプレオーダーも開始された[6]。
- 購入者特典として、対象店舗では『「SHISHAMO 6」きせかえジャケットステッカー 3枚セット』が付けられた[7]。
- 本作の発売日同日には、2019年9月28日に開催されたさいたまスーパーアリーナ公演の模様を収めたBlu-ray Disc「SHISHAMO NO BEST ARENA!!! EAST」もリリースになった[8]。
- 本作を引っ提げ、SHISHAMO ワンマンツアー2020春「今だけは天使みたいに大事にしてね」を2020年3月6日から開催予定だったが、新型コロナウイルスの影響により全公演中止になった[9]。同年6月28日、カルッツ川崎にて無観客での振替オンラインライブが行われた[10]。7月22日にはそのライブのディレクターズカット版がYouTubeでプレミア公開された[11]。

## 収録曲
| 全作詞・作曲: 宮崎朝子。 |                                      |           |            |                    |      |
| #                        | タイトル                             | 作詞      | 作曲・編曲 | 編曲               | 時間 |
| 1.                       | 「天使みたい」                       | 宮崎朝子  | 宮崎朝子   | SHISHAMO           | 5:22 |
| 2.                       | 「ひっちゃかめっちゃか」             | 宮崎朝子  | 宮崎朝子   | SHISHAMO           | 3:07 |
| 3.                       | 「君の大事にしてるもの」             | 宮崎朝子  | 宮崎朝子   | SHISHAMO           | 4:59 |
| 4.                       | 「二酸化炭素」                       | 宮崎朝子  | 宮崎朝子   | SHISHAMO           | 5:18 |
| 5.                       | 「忘れてやるもんか」                 | 宮崎朝子  | 宮崎朝子   | SHISHAMO           | 4:34 |
| 6.                       | 「ハネノバシ」                       | 宮崎朝子  | 宮崎朝子   | SHISHAMO           | 5:06 |
| 7.                       | 「今だけは(demo.朝子宅にて)」        | 宮崎朝子  | 宮崎朝子   |                    | 3:30 |
| 8.                       | 「真夜中、リビング、電気を消して。」 | 宮崎朝子  | 宮崎朝子   | SHISHAMO           | 4:43 |
| 9.                       | 「フェイバリットボーイ」             | 宮崎朝子  | 宮崎朝子   | SHISHAMO           | 4:30 |
| 10.                      | 「キスをちょうだい」                 | 宮崎朝子  | 宮崎朝子   | SHISHAMO           | 4:09 |
| 11.                      | 「またね」                           | 宮崎朝子  | 宮崎朝子   | SHISHAMO           | 3:50 |
| 12.                      | 「君の隣にいたいから」               | 宮崎朝子  | 宮崎朝子   | 宮崎朝子・小林武史 | 4:55 |
| 13.                      | 「曇り夜空は雨の予報」               | 宮崎朝子  | 宮崎朝子   | 小林武史           | 5:33 |
| 合計時間:                | 合計時間:                            | 合計時間: | 59:40      |                    |      |

## 楽曲解説
1. 天使みたい
  - この曲について宮崎は「女の人が年齢を重ねていくと、恋愛観や相手に対する愛情の形も、母性が出てきたりして変化すると思う。今までのSHISHAMOのラブソングだったら、こういう歌詞になっていない」と話している。バンドのイメージがガラッと変わる曲だと思い、1曲目に収録したという[12]。
  - 2018年の前半には出来ており、リリースする時期を伺っていた。歌詞の世界を表現するために寝息が収録されている[12][13]。
2. ひっちゃかめっちゃか
  - ラップ的とも言われることのある曲だが、韻を踏んでおらず「ラップと言うには申し訳ない」という理由で、宮崎は「おしゃべり」と称している[14]。「おしゃべり」の部分は、アルバム制作の2年ほど前に宮崎が歩きながらボイスメモに録音したもので、そこに歌をくっつけて楽曲にした[15]。
  - 普段は、歌詞を書き、その後曲を付けてもほとんど歌詞が変わることはないが、この曲は「2文字足りない、3文字足そう」などとパズルのように調整しながら作ったという[12][14]。
3. 君の大事にしてるもの
  - 10thシングル「君の隣にいたいから」のカップリング曲。
4. 二酸化炭素
  - 二人がいる部屋の息苦しい雰囲気を描いた曲[12]。
  - 「ため息」を表しているタイトルの「二酸化炭素」は、ギリギリまで悩んだが最終的にはしっくりくるものになったという[13]。ギターソロには2本のギターが導入されている[14]。
  - 1月15日、宮崎が生ゲスト出演したCROSS FM『Challenge ラヂヲ』でラジオ初オンエアされた[16]。
5. 忘れてやるもんか
  - この曲について宮崎は「普段あまり言えないことを歌うとスッキリする。これを聴くことでスッキリしてくれる子もいるんじゃないか」と話している[17]。
  - レゲエ風のンチャ、ンチャという裏打ちのリズムは宮崎が子どもの頃から好きだったもので、以前からこのリズムで構成された楽曲を作りたいという気持ちがあったという[12][14]。
6. ハネノバシ
  - 9thシングル「OH!」のカップリング曲。
  - TBS系『王様のブランチ』のテーマソング[18]。
  - このアルバムは『SHISHAMO』から『SHISHAMO 4』までと同じく曲数を11曲にしたかったが、減らすことができずに13曲になった。レコードのようにA面B面に分けたら、長さを感じずに聞けるのではないかと考え、1部2部という意識で構成されている。そしてこの「ハネノバシ」は1部の最後の曲。「忘れてやるもんか」との曲間が短いのは余韻を残さず、すぐにこの曲に行きたかったからだと話している[12]。
7. 今だけは(demo.朝子宅にて)
  - 宮崎が朝の4時に自宅で録ったデモが収録されている。収録場所や機材を変えて試行錯誤しながらレコーディングしてみたが、結局最初のデモが一番気持ちがこもっていたことに気付き、そのまま収録することにした[12]。
  - 1曲目の「天使みたい」は、朝、女性が目覚めた時の物語で、この曲は夜中ずっと起きていて朝を迎えた女性の物語だと解説されている[13]。
8. 真夜中、リビング、電気を消して。
  - アルバムのバランスを見て作られた曲。真夜中のリビングの空気感が描かれている[12][17]。
9. フェイバリットボーイ
  - 「王道のキーワードがあって、それをサビの頭で歌っているわかりやすい曲を作ろうと思い」制作した曲。アルバムの中で唯一と言っていいくらい、ネガティブな要素がない曲だと話している[12]。
  - 2020年1月14日、宮崎が生ゲスト主演したFM802『ROCK KIDS 802』でラジオ初オンエアされた[19]。
10. キスをちょうだい
  - 「キス」というひとつのテーマで制作された曲[12]。
11. またね
  - 10thシングル「君の隣にいたいから」のカップリング曲。
  - サントリー『なっちゃん』とコラボレーションした短編映画が10月2日にYouTubeで公開された[20]。
12. 君の隣にいたいから
  - 10thシングル。
  - 『第86回NHK全国学校音楽コンクール 中学校の部』の課題曲[21]。
  - NHK『みんなのうた』2019年8月・9月度放送曲[22]。
13. 曇り夜空は雨の予報
  - 本作のリード曲。主人公の気持ちが主役の曲で、具体的なことを書かないで情景が浮かぶようにしたかったという。バンドの成長や今の状況を象徴する曲と思い、アルバムの最後に収録された[12][14]。
  - プロデューサーに小林武史を招いて制作され、編曲も小林が務めた[14]。2024年現在、発表されているSHISHAMOの楽曲で、メンバーが編曲に携わっていない唯一の曲。
  - 東京メトロ「Find my Tokyo.」「錦糸町 世界とニッポンが、もっとつながって見える街」篇のCMソングに起用され、メンバーもCMに出演した[23]。
  - 1月7日、 J-WAVE『STEP ONE』でラジオ初オンエアされた[24]。
  - 1月22日、深津昌和と約1年半ぶりにタッグを組んだミュージック・ビデオが公開された。宮崎が地元・川崎の街で、寒空の夜一人歌いながら歩くシーンと幻想的なバンドシーンとで構成された映像に仕上がっている[25]。
  - 2020年3月16日、TBS系『CDTVスペシャル！卒業ソング音楽祭2020』に出演し披露された[26]。

## 参加ミュージシャン

### SHISHAMO
- 宮崎朝子：Guitar, Vocal
- 松岡彩：Bass
- 吉川美冴貴：Drums

### 外部ミュージシャン
- 高野勲：Piano (#-11)
- 四家卯大Strings：Strings (#-12)
- 小林武史：Keyboards (#-12・#-13)
- 安達練：Programming (#12.13)